# Nederlandsche Basalt-Maatschappij
De Nederlandsche Basalt-Maatschappij (NBM) was oorspronkelijk een handelsfirma maar verwierf vooral bekendheid als aannemer in de weg- en waterbouw, die na 1945 ook actief werd in de woning- en utiliteitsbouw. De onderneming ontstond in 1912 te Zaandam. In mei 1988 fuseerde de onderneming met Amstelland Concernbeheer tot NBM-Amstelland.

## Voorgeschiedenis
De geschiedenis van het bedrijf gaat terug tot 7 november 1902, toen Simon Prins een handel begon in zand, grind en bouwmaterialen onder de naam: S. Prins Dzn in Bouwmaterialen. Samen met enkele Zaanse ondernemers kocht hij een schelpenkalkbranderij en aldus begon hij in 1905 onder de naam: N.V. Schelpkalkbranderij "het Klaverblad".
Hoewel Prins allerlei bouwmaterialen verkocht, kreeg hij bij zijn grindhandel last van de concurrentie van het -uit de Duitse Eifel aangevoerde- basaltslag. Dit werd ingezet bij de verharding van wegen. Hij bezocht een aantal Duitse basaltgroeven en besloot toen zelf basaltslag, maar ook basaltsteen voor de weg- en waterbouw, te importeren en het gebruik ervan in eigen hand te nemen. Aldus ontstond in 1912 de N.V. Nederlandsche Basalt Maatschappij.

## Wegenbouw
Tijdens de Eerste Wereldoorlog ontstonden er problemen, maar de invoer van basalt werd niet gestaakt. In 1919 werd een bijkantoor te Harlingen geopend en werd de NBM ook in Noord-Nederland actief. Ten behoeve van de wegenbouwactiviteiten werden vijf stoomwalsen aangeschaft.
In 1921 werd de NBM actief in eigen basaltgroeven, waartoe de WestDeutsche Hartstein Gesellschaft m.b.H. te Königswinter werd opgericht. In 1923 werd, op uitnodiging van de Bataafse Petroleum Maatschappij, een studiedag gehouden, waarbij men kennismaakte met den modernen asphaltweg. In de daaropvolgende jaren werden een aantal asfaltmolens aangeschaft. In 1926 werd in Duitsland de Deutsche Strassenbau Gesellschaft m.b.H. opgericht om ook dat land van moderne asfaltwegen te voorzien. De schelpkalkbranderij, die niet langer rendabel was, werd opgeheven en op de plaats daarvan werd een betonfabriek gebouwd.
Het bedrijf profiteerde van de snelle uitbouw van het wegennet en ook in België en, in 1939, in Zuid-Afrika, werden dochterondernemingen opgezet. De economische crisis zorgde voor een neergang, maar daartegenover stond een opkomst van de automobiliteit en de daarmee gepaarde aanleg van autowegen.\
In 1936 werd de firma omgezet in de NV Basalt- en Bouwstoffen N.B.M. waarin zowel de bouwactiviteiten als de bouwmaterialenhandel werden ondergebracht. De onderneming was al geïnteresseerd in andere bouwstoffenproducenten en -handelsbedrijven en nam bijvoorbeeld in 1939 de NV Bouwmaterialenhandel v/h L. van Wagtendonk & Zn. te Enkhuizen over.
Tijdens de Tweede Wereldoorlog werden onder meer vestingwerken rond Leeuwarden aangelegd, hetgeen in 1945 leidde tot de arrestatie van drie directeuren van NBM.
Nadien was het bedrijf weer nauw betrokken bij de wegenbouw, uit welke tijd nog het volgende "gedicht" stamt:
Wie Neerlands wegennet berijdt
van goede makelij,
wiens hart natuur en auto's mint,
verheft zijn stem met mij
Hij zinge dan uit volle borst
een lofzang op 't beton
dat meer voor 't autorijden deed
dan ooit iets anders kon.
Naast de wegenbouw bleef NBM ook zeer actief in de bouwmaterialenhandel.

## Verdere groei
Begin jaren 50 van de 20e eeuw ging het bedrijf zich ook met utiliteitsbouw bezighouden.  In de jaren 70 werd het hoofdkantoor naar Den Haag verhuisd. Men ging zich meer en meer ook op wegenonderhoud concentreren. In de hieropvolgende jaren was er sprake van de N.V. Verenigde NBM-bedrijven en stond het beleid in het teken van onverminderde expansie (1972). Er werden een aantal kleine en middelgrote aannemingsbedrijven, bouwstoffenhandels, baksteenfabrieken en dergelijke overgenomen, en in 1974 sprak men van een goed gevulde orderportefeuille.

## De eindjaren
Einde jaren 70 begon het tij te keren, er werden verliezen geleden en op 30 juni 1982 werd zelfs een voorlopig uitstel van betaling verleend. Het bedrijf stootte een aantal belangen af, er werd weer winst gemaakt en in 1986 werd weer dividend uitgekeerd.
Twee jaar later, op 30 juni 1988, fuseerde NBM met Amstelland Concernbeheer en ontstond NBM-Amstelland.

## Externe bron
- NBM